# Шушканов, Дмитрий Николаевич
Дми́трий Никола́евич Шушканов (1923—2002) — советский и российский скульптор и художник декоративно-прикладного искусства, академик АХ СССР (1988; член-корреспондент с 1978). Член СХ СССР (1960). Лауреат Государственной премии Российской Федерации в области литературы и искусства (1995). Заслуженный художник РСФСР (1971). Народный художник РСФСР (1981).

## Биография
Родился 22 февраля 1923 года в городе Екатеринбург.
В 1942 году добровольцем ушёл на фронт, участник Великой Отечественной войны — гвардии сержант, командир отделения взвода разведки 254-го гвардейского миномётного полка 5-й гвардейской Сталинградской дивизии прорыва, в 1943 году был тяжело ранен. 30 мая 1951 года за участие в войне был награждён Орден Отечественной войны II степени.
С 1944 по 1952 годы обучался в Московском высшем художественно-промышленном училище.
С 1952 по 1960 годы Д. Н. Шушканов работал художником и старшим художником художественной лаборатории художественной обработки дерева, кости и лаков НИИ художественной промышленности. С 1960 года работал в Московском отделении Художественного фонда РСФСР.
Д. Н. Шушканов был постоянным участником всесоюзных, республиканских и зарубежных выставок: в 1958 году — Всемирной выставки в Брюсселе, где он получил почётный диплом и золотую медаль выставки, в 1962 и в 1965 годах — на III и IV Международной Академии керамики в Праге и Женеве, он получил почётные дипломы выставок.
Основные художественные работы Д. Н. Шушканов осуществил со своей супругой — Л. Н. Шушкановой, они авторы таких работ как: 1958 год — фигурные шахматы «Садко», 1962 год — декоративные чаши, кувшины, вазы и декоративные штофы, декоративная скульптура «Як» (кость), 1966 год — сервиз «Хлебосольный» (стекло, дерево), 1971—1973 годы — серия декоративных ваз из цветного стекла «Земля и космос», «Зимняя сюита», 1975 год — композиция «Седой Урал» и «Пламя», 1982 год — «Флаги России», «Дыхание Земли», «Вдохновение», 1983 год — кувшин «Жемчужный» и композиция «Строителям БАМа посвящается», 1983—1985 годы — «Мир» (гутное стекло), 1985 год — «Малахитовая фантазия», 1989 год — композиция «Русь Есенинская», 1990 год — «Космос», 1992 год — «Ветвь Победы», 1993 год — «Подводный мир».
В 1960 году Д. Н. Шушканов становится членом Союза художников СССР. С 1972 по 1976 годы — секретарь, с 1976 по 1986 годы — член Правления Союза художников РСФСР. С 1988 по 1991 годы — член Правления Союза художников СССР.
В 1971 году Указом Президиума Верховного Совета РСФСР Д. Н. Шушканову было присвоено почётное звание Заслуженный художник РСФСР, в 1981 году — Народный художник РСФСР.
В 1978 году Д. Н. Шушканов был избран член-корреспондентом, в 1988 году — действительным членом Академии художеств СССР.
В 1995 году Указом Президента Российской Федерации «за декоративные произведения из цветного стекла» Д. Н. Шушканов был удостоен Государственной премии Российской Федерации в области литературы и искусства.
Супруга — народный художник РСФСР и академик РАХ Людмила Николаевна Шушканова (1926—2008).
Умер 20 января 2002 года в городе Москве.

## Награды
- Орден Отечественной войны II степени (30.05.1951[1])

### Звания
- Народный художник РСФСР (1981)
- Заслуженный художник РСФСР (1971)

### Премии
- Государственная премия Российской Федерации в области литературы и искусства (1995 — «за декоративные произведения из цветного стекла»)

### Прочие награды
- Серебряная медаль АХ СССР (1967)
- Почётный диплом и Золотая медаль Всемирной выставки в Брюсселе (1958)
- Почётная грамота Президиума Верховного Совета РСФСР (1968)
- Диплом Совета Министров РСФСР (1978)
- Почётный диплом III Международной Академии керамики в Праге (1962)
- Почётный диплом IV Международной Академии керамики в Женеве (1965)